# Parafia Wniebowzięcia Najświętszej Maryi Panny w Haczowie
Parafia Wniebowzięcia Najświętszej Maryi Panny w Haczowie – parafia rzymskokatolicka znajdująca się w archidiecezji przemyskiej w dekanacie Krosno II.

## Historia
Haczów został lokowany ok. 1352 roku przez króla Kazimierza Wielkiego na prawie magdeburskim. W 1388 roku król Władysław Jagiełło potwierdził lokację i uposażył parafię. W tym tez czasie zbudowano drewniany kościół w stylu gotyckim. W 1494 roku wykonano polichromię. Po 1624 roku zbudowano wieżę. W 1632 roku król Zygmunt III Waza dokonał inkorporacji parafii do uposażenia mansjonarzy w Krośnie. W latach 1784–1789 dokonano przebudowy kościoła. W 1802 roku Haczów stał się odrębną parafią.
Pod koniec XIX wieku podjęto decyzję o budowie kościoła. 15 sierpnia 1937 roku odbyło się poświęcenie placu budowy i wmurowanie kamienia węgielnego. W latach 1936–1939 zbudowano obecny murowany kościół, według projektu arch. inż. Zygmunta Harlanda. 26 czerwca 1940 roku ks. Marcin Tomaka został aresztowany i osadzony w więzieniach, a następnie w Dachau, gdzie zginął 8 lipca 1942 roku. W czasie wojny w kościele był magazyn zbożowy. 30 maja 1954 roku bp Franciszek Barda dokonał konsekracji kościoła.
10 czerwca 1997 roku w Krośnie papież Jan Paweł II dokonał koronacji figury Matki Bożej Bolesnej, a 29 czerwca 1997 roku kard. Józef Glemp dokonał intronizacji figury, która został umieszczona w ołtarzu głównym. 31 października 2002 roku kościoły w Haczowie otrzymały rangę sanktuarium.
Na terenie parafii jest 3 300 wiernych.
Proboszczowie parafii:.
 ?–1833. o. Paweł Stokowski (Bernardyn).
1833–1839. ks. Romuald Giebułtowski.
1839–1841. ks. Michał Lechowicz.
1841–1845. ks. Adam Bielecki.
1841–1845. ks. Feliks Szymański (administrator).
1845–1890. ks. Gererd Lech.
1891–1933. ks. Józef Foryś.
1933–1934. ks. Józef Tęcza.
1934–1940. ks. Marcin Tomaka.
1940–1945. ks. Stanisław Wanat.
1945–1952. ks. Roman Hejnosz.
1952–1960. ks. Paweł Lis.
1960–1978. ks. Bronisław Jastrzębski.
1979–2013. ks. prał. Kazimierz Kaczor.
2013– nadal ks. Adam Zaremba.